# Vicariat apostolique de Caroní
Le vicariat apostolique de Caroní (en latin : Vicariatus Apostolicus Caronensis ; en espagnol : Vicariato apostólico de Caroní) est un vicariat apostolique de l'Église catholique au Venezuela directement soumis au Saint-Siège.

## Territoire

Carte des diocèses du Venezuela avec le vicariat apostolique de Caroní en rouge

Il se situe dans une partie de l'État de Bolívar, l'autre partie de cet État étant dans le diocèse de Ciudad Guayana et dans l'archidiocèse de Ciudad Bolívar. Son territoire couvre une superficie de 80 309 km2 avec 5 paroisses. Le siège épiscopal est à Santa Elena de Uairén où se trouve la mission Santa Elena.

## Histoire
Le vicariat apostolique est érigé le 4 mars 1922 par la bulle Quoties Romani du pape Pie XI en prenant une partie du territoire du diocèse de Santo Tomás de Guayana aujourd’hui archidiocèse de Ciudad Bolívar. Le 30 juillet 1954, il cède une partie de son territoire pour la création du vicariat apostolique de Tucupita. 

## Vicaires apostoliques
- Benvenuto Diego Alonso y Nistal, O.F.M.Cap (1923 - 1938)
- Constantino Gómez Villa, O.F.M.Cap (1938 - 1967)
- Mariano Gutiérrez Salazar, O.F.M.Cap (1968 - 1995)
- Santiago Pérez Sánchez (1993 - 1994)
- Jesús Alfonso Guerrero Contreras, O.F.M.Cap (1995 - 2011), nommé évêque du diocèse de Machiques
- Felipe González González, O.F.M. Cap (2014 - 2021)
- Gonzalo Alfredo Ontiveros Vivas (2021 - )